# Fíltees
Fíltees o Fílteas (grec antic: Φιλτέας, Philtéas; en llatí: Philtĕas) fou un escriptor de l'antiga Grècia conegut solament gràcies a un escoli de Joan Tzetzes a Licòfron i a una entrada de l'Etymologicum Magnum, segons els quals fou l'autor d'una obra sobre l'illa de Naxos.
El nom de Fíltees és molt poc corrent, i per això ha estat sovint anomenat Filetes, i així hom l'ha confós amb Filetes de Cos; però la troballa d'una inscripció que conté el nom de Fíltees confirma que es tracta de dos personatges diferents. L'Etymologicum Magnum li atribueix l'adjectiu καλλαβαῖος, de significat desconegut: hom l'havia volgut corregir en καλλακταῖος per fer-lo originari de Calacte, a Sicília, però aquesta hipòtesi està descartada una vegada confirmat el seu origen de Naxos; alternativament, podria ser καλαμαῖος, 'aquell qui viu en la palla', amb el significat de 'pedant' o 'pretensiós'. Per la seva banda, Tzetzes l'esmenta a propòsit del nom de les Gimnèsies, dient que, segons el llibre tercer de Fíltees, primer s'anomenaven Gimnèsies i, posteriorment, Baleàrides.
La confusió amb Filetes de Cos prové del fet que Eustaci i Eudòxia li atribueixen una obra intitulada Ναξιακά ('de Naxos'), que segons Meineke fa referència a l'obra de Fíltees, i no a Filetes.